# Claude Brice Le Chauve
Claude Brice Le Chauve, dit Brice le Jeune, est un architecte français du XVIIIe siècle.

## Biographie
Fils de l'architecte Brice Le Chauve, il fut, comme son père, attaché à la maison de Condé. Il participa en 1764 au concours sur invitation organisé par le prince de Condé pour la reconstruction du Palais Bourbon.

## Réalisations et principaux projets
- Hôtel de Montmorency-Bours, no 85 rue du Cherche-Midi, Paris (6e arrondissement) : En 1759, l'inventaire après décès du comte Joseph-Alexandre de Montmorency-Bours[2] mentionne Le Chauve parmi ses créanciers. Des travaux ont fait l'objet d'un permis de construire la même année[3], mais il ne s'agit certainement pas, contrairement à ce qu'affirme Michel Gallet[4],  de la construction de l'hôtel, constitué en 1743 par rassemblement de plusieurs maisons, ce qui explique l'irrégularité de ses façades.
- Maison Le Rat, rue Taranne, Paris (6e arrondissement)[4].
- Hôtel de Varsovie, rue de Seine, Paris (6e arrondissement), 1777 (reconstruction)[4].

### Sources
- Michel Gallet, Les Architectes parisiens du XVIIIe siècle : Dictionnaire biographique et critique, Paris, Éditions Mengès, 1995, 494 p. (ISBN 2-85620-370-1)